# Zbyszewo
Zbyszewo – wieś w Polsce położona w województwie kujawsko-pomorskim, w powiecie lipnowskim, w gminie Dobrzyń nad Wisłą.

## Podział administracyjny
W latach 1975–1998 miejscowość administracyjnie należała do województwa włocławskiego.

## Demografia
Według Narodowego Spisu Powszechnego (III 2011 r.) wieś liczyła 224 mieszkańców. Jest dziesiątą co do wielkości miejscowością gminy Dobrzyń nad Wisłą.

## Urodzeni w Zbyszewie
- Jan Przybyłowski – polski żołnierz podziemia niepodległościowego w czasie II wojny światowej oraz powojennego podziemia antykomunistycznego, oficer Narodowego Zjednoczenia Wojskowego (porucznik)[4].